# La Reforma, Aquismón
La Reforma är en ort i Mexiko.   Den ligger i kommunen Aquismón och delstaten San Luis Potosí, i den centrala delen av landet, 250 km norr om huvudstaden Mexico City. La Reforma ligger 819 meter över havet och antalet invånare är 246.
Terrängen runt La Reforma är lite bergig. Runt La Reforma är det ganska glesbefolkat, med 48 invånare per kvadratkilometer. Närmaste större samhälle är Tampate, 12,9 km öster om La Reforma. I omgivningarna runt La Reforma växer i huvudsak städsegrön lövskog.